# Веруно
Веруно (итал. Veruno) — коммуна в Италии, располагается в регионе Пьемонт, в провинции Новара.
Население составляет 1576 человек (2008 г.), плотность населения составляет 158 чел./км². Занимает площадь 10 км². Почтовый индекс — 28010. Телефонный код — 0322.
Покровителем коммуны почитается святой Иларий из Пуатье, празднование 13 января.

## Демография
Динамика населения:

## Администрация коммуны
- Официальный сайт: https://web.archive.org/web/20160903205022/http://www.comune.veruno.no.it/